# Kabinett Sall III

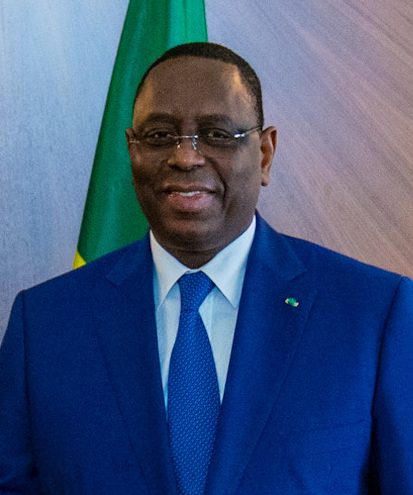
Präsident und Regierungschef Macky Sall

Das Kabinett Sall III wurde am 14. Mai 2019 als Regierung Senegals gebildet. Es löste das Kabinett Dionne III ab, das ab 6. April 2019 amtierte. Das Amt des Premierministers wurde am 14. Mai 2019 abgeschafft und seine Aufgaben wurden vom Präsidenten der Republik Macky Sall mitübernommen. Zugleich bestätigte der Präsident die Mitglieder der bisherigen Regierung im Amt.
Das Kabinett Sall III bestand aus den 32 Ministern und drei Staatssekretären des Vorgängerkabinetts, die am 7. April 2019 ernannt worden waren. Der bisherige Premierminister Mahammed Boun Abdallah Dionne blieb Generalsekretär im Präsidialamt der Republik. Das Kabinett Sall III wurde am 28. Oktober 2020 entlassen.

## Zusammensetzung
1. Sidiki Kaba, Ministre des Forces armées
2. Aly Ngouille Ndiaye, Ministre de l'Intérieur
3. Abdoulaye Daouda Diallo, Ministre des Finances et du Budget
4. Amadou Ba, Ministre des Affaires étrangères, et des Sénégalais de l'Extérieur
5. Maitre Malick Sall, Garde des Sceaux, Ministre de la Justice
6. Mansour Faye, Ministre du Développement communautaire, l'Equité sociale et territoriale
7. Mouhamadou Makhtar Cisse: Ministre du Pétrole et des Energies
8. Madame Mariama Sarr, Ministre de la Fonction Publique et du Renouveau du Service Public
9. Oumar Youm, Ministre des Infrastructures, des Transports terrestres et du Désenclavement
10. Amadou Hott, Ministre de l'Economie, du Plan, et de la Coopération
11. Abdoulaye Diouf Sarr, Ministre de la Santé et de l'action Sociale
12. Moussa Balde, Ministre de l'Agriculture et de l'Equipement Rural
13. Serigne Mbaye Thiam, Ministre de l'Eau, et de l'Assainissement
14. Madame Ndeye Saly Diop Dieng, Ministre de la Femme, de la Famille, du Genre et de la Protection des Enfants
15. Alioune Sarr, Ministre du Tourisme et des Transports aériens
16. Madame Aminata MBengue Ndiaye, Ministre des Pêches et de l'Economie maritime
17. Mamadou Talla, Ministre de l'Education nationale
18. Oumar Gueye, Ministre des Collectivités Territoriales, du Développement et de l'Aménagement des Territoires
19. Cheikh Oumar Hann, Ministre de l'Enseignement supérieur, de la Recherche et de l'Innovation
20. Moustapha Diop, Ministre du Développement industriel et des Petites et Moyennes Industries (PMI)
21. Abdou Karim Sall, Ministre de l’Environnement et du Développement Durable
22. Madame Sophie Gladima, Ministre des Mines et de la Géologie
23. Matar Ba, Ministre des Sports
24. Samba Ndiobene Ka, Ministre de l'Elevage et des Productions Animales
25. Samba Sy, Ministre du Travail, du Dialogue social et des Relations avec les institutions
26. Abdou Karim Fofana, Ministre de l'Urbanisme, du Logement et de l'Hygiène publique
27. Madame Aminata Assome Diatta, Ministre du Commerce et des Petites et Moyennes Entreprises (PME)
28. Abdoulaye Diop, Ministre de la Culture et de la Communication
29. Madame Néné Fatoumata Tall, Ministre de la Jeunesse
30. Madame Zahra Yanne Thiam, Ministre de la Microfinance et de l'Economie sociale et solidaire
31. Dame Diop, Ministre de l'Emploi, de la Formation professionnelle, et de l'Artisanat
32. Madame Ndeye Tické Ndiaye Diop, Ministre de l'Economie numérique et des Télécommunications.

## Staatssekretäre
- Moise Diégane Sarr, Staatssekretär des Außenministers, zuständig für Senegalesen im Ausland
- Mamadou Saliou Sow, Staatssekretär des Justizministers, zuständig für die Förderung der Menschenrechte und der guten Regierungsführung
- Mayacine Camara, Staatssekretärin des Infrastrukturministers und zuständig für das Schienennetz